# پاسکی (ناحیه پیسک)
پاسکی (به چکی: Paseky) یک منطقهٔ مسکونی در جمهوری چک است که در ناحیه پیسک واقع شده‌است. پاسکی ۲۵٫۱۸ کیلومتر مربع مساحت و ۱۴۱ نفر جمعیت دارد و ۴۶۵ متر بالاتر از سطح دریا واقع شده‌است.